# 八代市警察
八代市警察（やつしろしけいさつ）は、かつて存在した熊本県八代市の自治体警察。

## 概要
従来の熊本県警察部が解体され、1948年（昭和23年）3月7日に八代市警察署が設置された。
1954年（昭和29年）に新警察法が公布された。これにより国家地方警察と自治体警察が廃止され、新たに都道府県警察として熊本県警察本部が発足。八代市警察も熊本県警察に統合され、姿を消した。

## 組織
- 総務課
- 警務課
- 警備課
- 刑事課